# UFC 306
 UFC 306: O'Malley vs. Dvalishvili   è stato un evento di arti marziali miste tenuto dalla Ultimate Fighting Championship il 14 settembre 2024 allo Sphere di Las Vegas, negli Stati Uniti.

## Risultati
|                                        | Divisione             |                    |                 |                   | Metodo                                      | Round           | Tempo           | Premio          |
| Card Principale                        | Card Principale       | Card Principale    | Card Principale | Card Principale   | Card Principale                             | Card Principale | Card Principale | Card Principale |
| -------------------------------------- | --------------------- | ------------------ | --------------- | ----------------- | ------------------------------------------- | --------------- | --------------- | --------------- |
| Sfida valida per il titolo di campione | Pesi gallo            | Merab Dvalishvili  | batte           | Sean O'Malley (c) | Decisione unanime (49–46, 48–47, 48–47)     | 5               | 5:00            |                 |
| Sfida valida per il titolo di campione | Pesi mosca femminili  | Valentina Ševčenko | batte           | Alexa Grasso (c)  | Decisione unanime (50–45, 50–45, 50–45)     | 5               | 5:00            |                 |
|                                        | Pesi piuma            | Diego Lopes        | batte           | Brian Ortega      | Decisione unanime (30–26, 30–27, 30–27)     | 3               | 5:00            |                 |
|                                        | Pesi leggeri          | Esteban Ribovics   | batte           | Daniel Zellhuber  | Decisione non unanime (29–28, 28–29, 29–28) | 3               | 5:00            | FOTN            |
|                                        | Pesi mosca            | Ronaldo Rodríguez  | batte           | Ode' Osbourne     | Decisione unanime (29–28, 29–27, 29–27)     | 3               | 5:00            |                 |
| Card Preliminare                       |                       |                    |                 |                   |                                             |                 |                 |                 |
|                                        | Pesi gallo femminili  | Norma Dumont       | batte           | Irene Aldana      | Decisione unanime (30–27, 30–27, 30–27)     | 3               | 5:00            |                 |
|                                        | Pesi leggeri          | Ignacio Bahamondes | batte           | Manuel Torres     | KO tecnico (pugni)                          | 1               | 4:02            | POTN            |
|                                        | Pesi paglia femminili | Ketlen Souza       | batte           | Yazmin Jauregui   | Sottomissione tecnica (rear-naked choke)    | 1               | 3:02            | POTN            |
|                                        | Pesi mosca            | Joshua Van         | batte           | Édgar Cháirez     | Decisione unanime (29–28, 29–28, 29–28)     | 3               | 5:00            |                 |
|                                        | Pesi gallo            | Raúl Rosas Jr.     | batte           | Aori Qileng       | Decisione unanime (29–28, 29–28, 29–28)     | 3               | 5:00            |                 |

## Premi
I lottatori premiati ricevettero un bonus di 50.000 dollari.
Legenda:
- FOTN: Fight of the Night (vengono premiati entrambi gli atleti per il miglior incontro dell'evento)
- POTN: Performance of the Night (viene premiato il vincitore per la migliore performance dell'evento)